# 문경 부훤당고택
문경 부훤당고택은 대한민국 경상북도 문경시 산북면 서중리에 있다. 2017년 4월 26일 문경시의 보호문화유산 제2호로 지정되었다.

## 개요
최초 건립연대는 알 수 없으나, 부훤당 김해 선생의 문집에서 1693년에 서중리에 이거하여 초당을 지어 거주하였다. 고택은 일반적인 민가의 형태와는 달리 차별성을 가지고 있으며, 특히 안대청에 벽감을 설치하였다.
부훤당 김해 선생은 본래 안동에서 태어나 1600년 말 산북면으로 이거하였으며 지방유림으로서 부훤당문집 등 다수의 서적 및 판목을 남기는 등 왕성한 활동을 하였다.
부훤당 고택의 배치방법은 일반적인 민가의 형태와는 달리 차별성을 가지고 있으며 특히 안대청에 벽감을 설치하였다는 것과 사랑대청 전면으로 내원을 조성하였다는 것은 일반적인 민간에서 쉽게 찾아볼 수 없는 형태이다.